# Pana Pana
Pana Pana là một khu tự quản thuộc tỉnh Guainía, Colombia. Thủ phủ của khu tự quản Pana Pana đóng tại Campo Alegre Khu tự quản Pana Pana có diện tích  ki lô mét vuông. Đến thời điểm ngày 28 tháng 5 năm 2005, khu tự quản Pana Pana có dân số 934 người.